# Flora (fresc)
Flora, també conegut com Primavera, és un fresc provinent de la de Vil·la d'Ariadna, trobat durant les excavacions arqueològiques de l'antiga ciutat d'Estàbia (l'actual Castellammare di Stabia) i conservat al Museu Arqueològic Nacional de Nàpols. és l'obra més important i famosa trobada a l'antiga ciutat romana.

## Història i descripció
El fresc data de la primera meitat del segle i, a mitjan l'època imperial, quan es va utilitzar el tercer estil pompeià, amb vagues reminiscències hel·lenístiques, i va ser pintat en un cubiculum de la Vil·la d'Ariadna, conjuntament amb altres tres figures femenines, Leda, Medea i Diana, col·locades cadascuna en panells a la zona mitjana de les parets; les figures femenines, per tant, en el seu aspecte mitològic, eren el fil conductor de la sala. L'opció de l'autor per pintar aquest tema no és clara; segons algunes hipòtesis podria ser degut al fet que els propietaris de la vil·la estaven emparentats amb els sabins, que consideraven Flora una de les divinitats més importants, o perquè la família es dedicava al cultiu de blat, del qual la deessa era protectora, o simplement pel gust pur de l'autor. Tanmateix, segons alguns estudiosos, a més de Flora, la figura femenina podria representar una nimfa o Prosèrpina. També podria ser una al·legoria de la Primavera, d'aquí el sobrenom que se li ha atribuït.

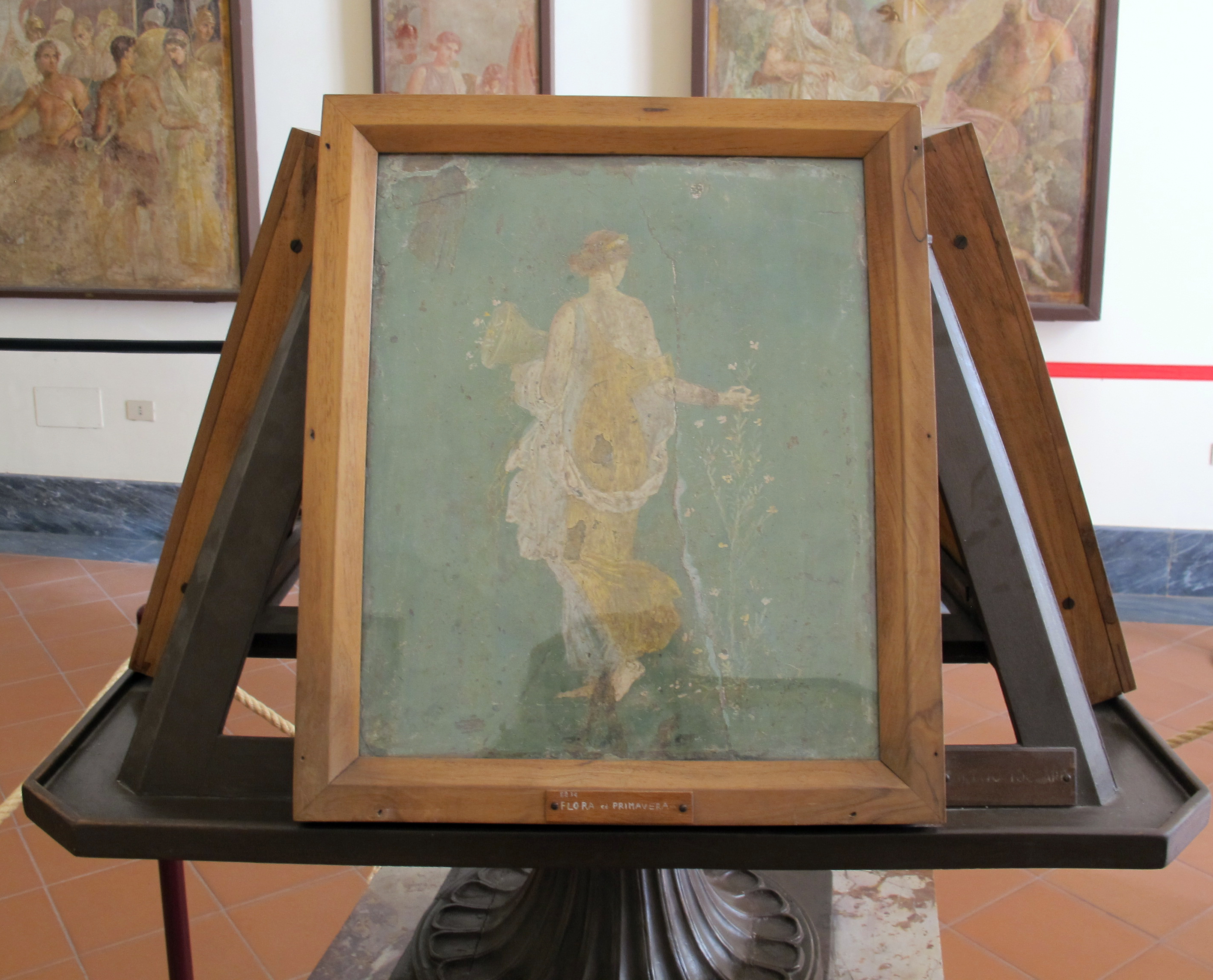
El fresc original de Flora exposat al Museu Arqueològic Nacional de Nàpols
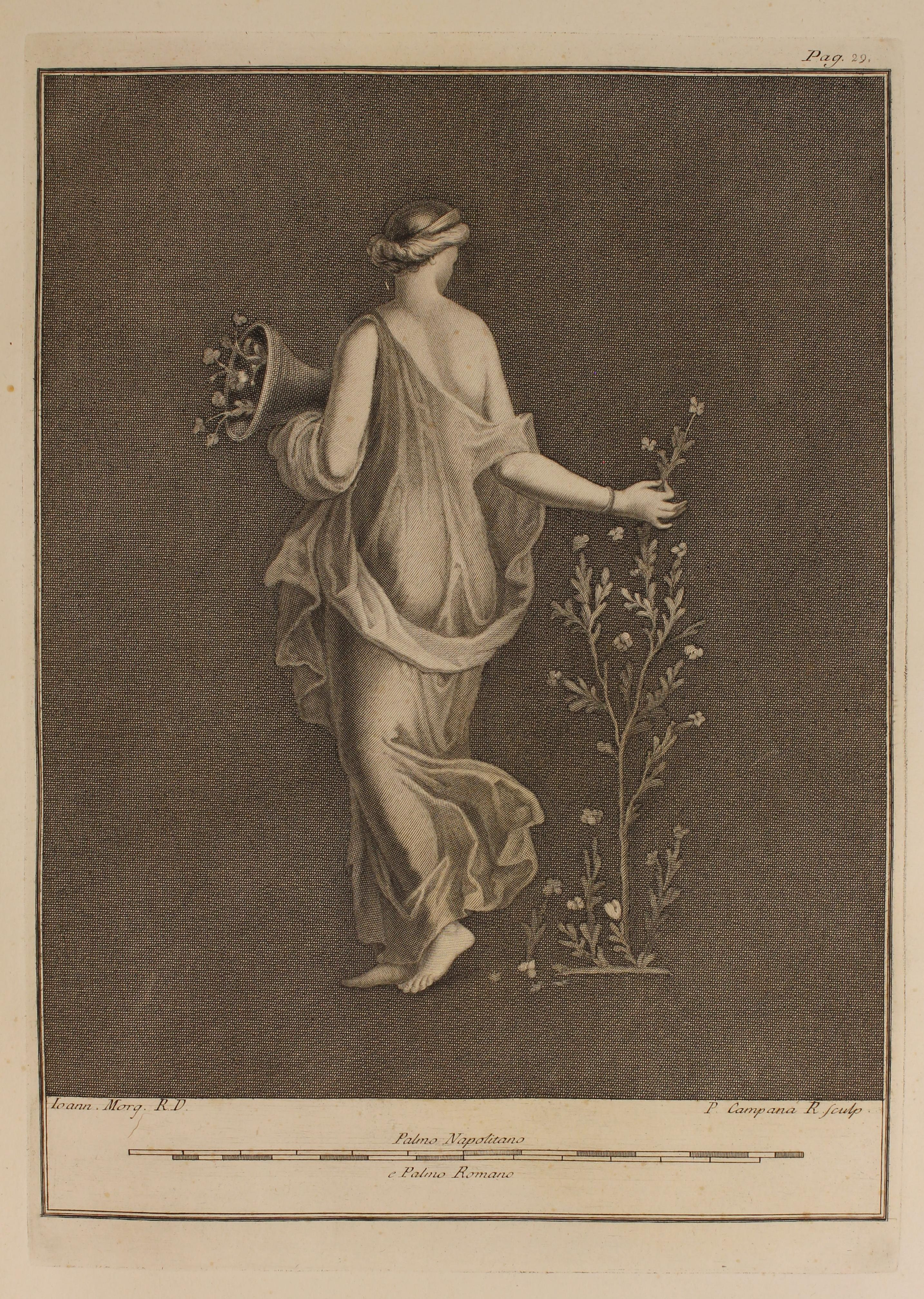
Gravat en el llibre Le pitture antiche d'Ercolano e contorni incise con qualche spiegazione (vol. 3), 1762
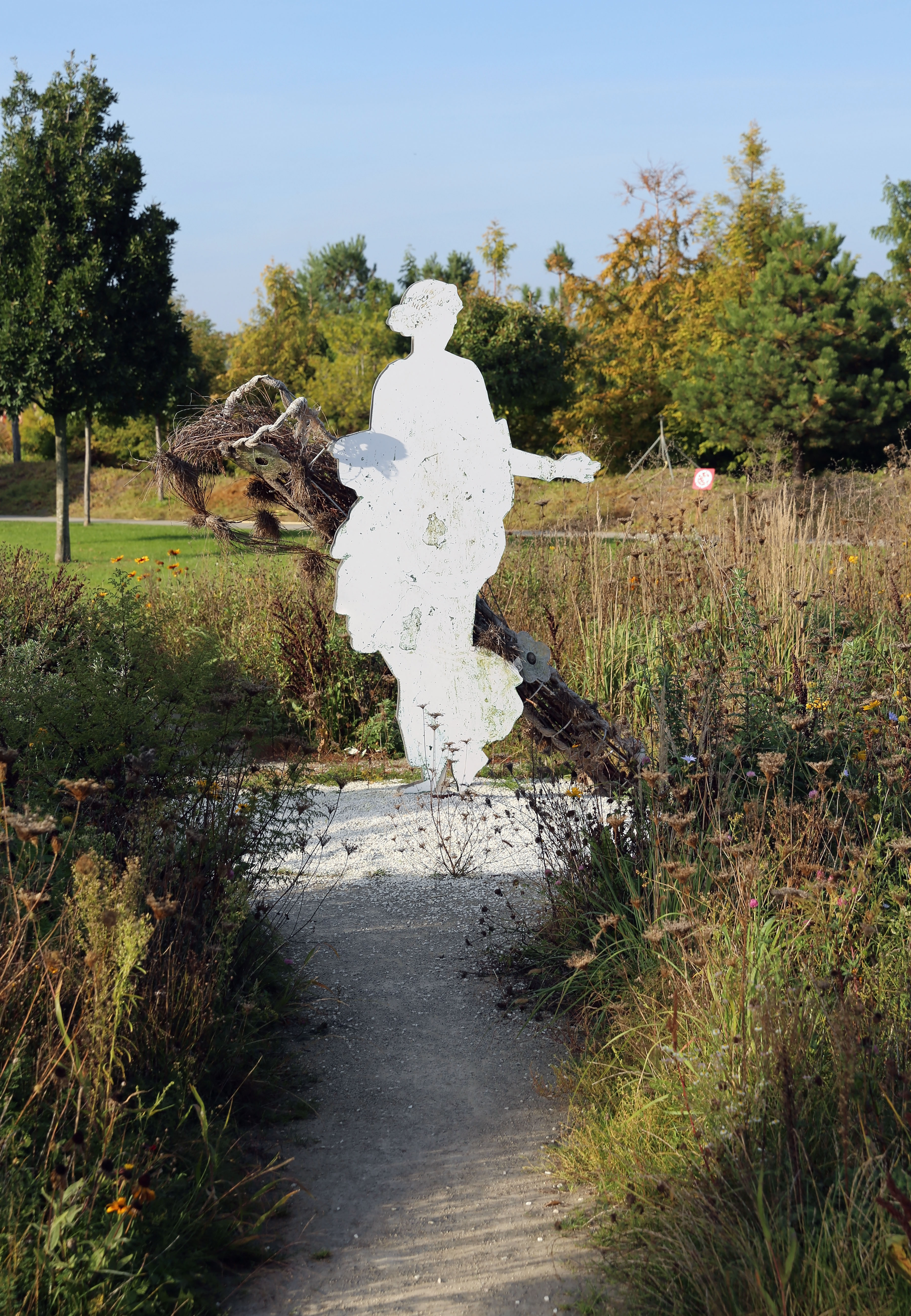
Jardí de la deessa Flora al Blumengärten Hirschstetten de Viena, Àustria

El fresc va ser trobat l'any 1759 durant les exploracions de la vil·la per Karl Jakob Weber i va ser tret del seu lloc per passar a formar part de la col·lecció del rei. Posteriorment, el cubiculum va ser enterrat i només recentment, s'han realitzat noves excavacions a la zona. La Flora d'Estàbia s'ha reprès diverses vegades en diferents contextos. L'any 1947 va ser utilitzat com a tema publicitari d'una fàbrica de perfums parisenc. L'any 1998 es va reproduir en segells francesos; curiosament, en els mateixos segells es pot veure la inscripció UNESCO, però es tracta d'un error bastant greu, ja que el jaciment arqueològic d'Èstàbia no forma part del Patrimoni de la Humanitat, al contrari dels jaciments veïns de Pompeia, Herculà i Oplontis.
La figura femenina, pintada sobre un fons verd aigua, es veu des del darrere, descalça i va vestida amb un quitó groc, mogut per una lleugera brisa, que li deixa l'espatlla nua i el cap està adornat amb una diadema i l'avantbraç esquerra amb armilla. En el seu moviment cap al desconegut, recull flors blanques d'un ram que després deixa en un kalathos. Tota la imatge sembla estar desproveïda de dimensió espacial i l'únic element caracteritzador és el terreny per on camina la dona, ressaltat per una franja blanca.